# Wolfstor

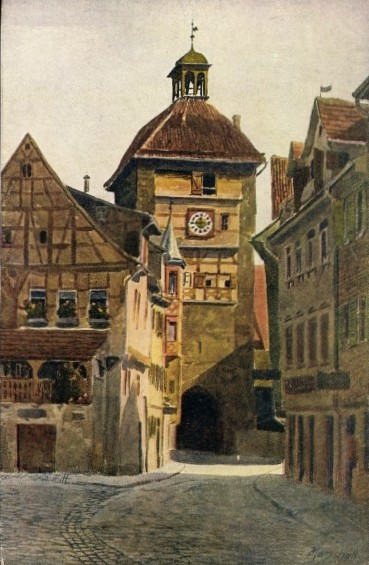
Das Wolfstor in Esslingen auf einer Ansichtskarte (vor 1917)

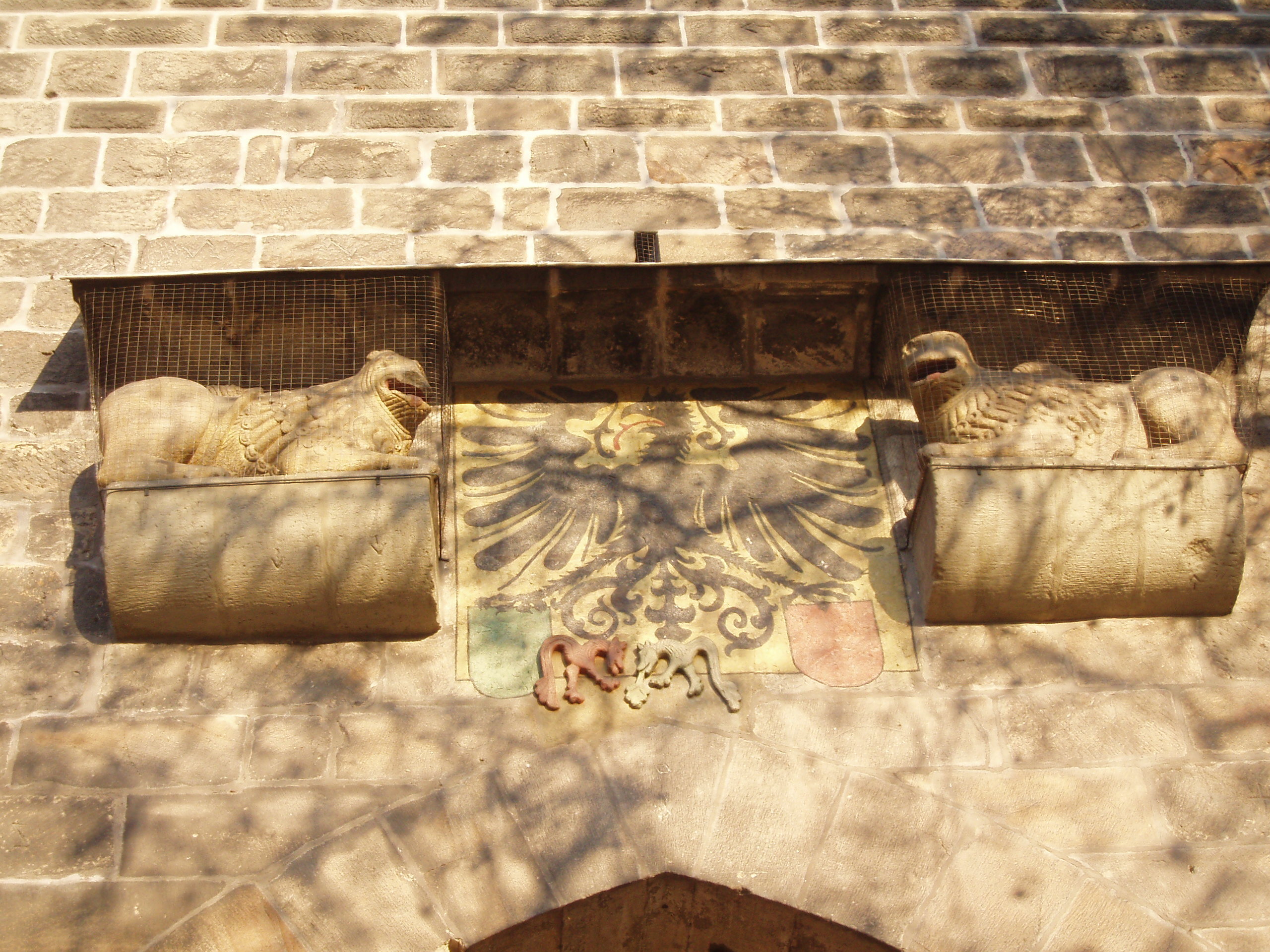
Löwenskulpturen am Wolfstor

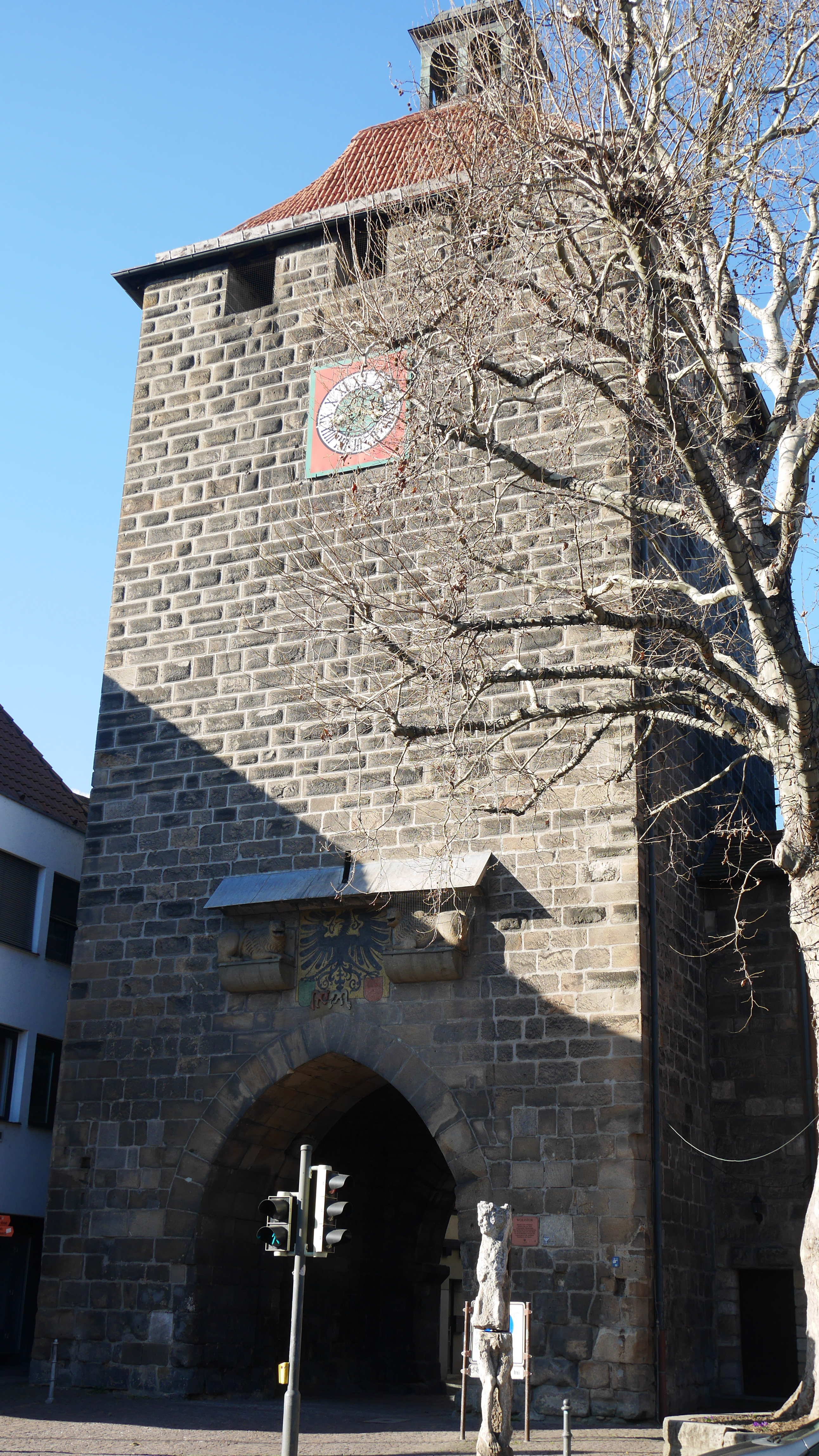
Ostseite mit spätromanischen Löwen

Das Wolfstor in Esslingen am Neckar, einer Großen Kreisstadt in Baden-Württemberg, wurde um 1220 gebaut und ist der älteste Turm der Stadt. Der Torturm an der Küferstraße 41 ist ein geschütztes Baudenkmal. Das Tor wurde 1268 erstmals als Obertor, ab 1411 als Brottor und ab 1551 als Wolfstor erwähnt.

## Beschreibung
Durch den Torturm führte die Fernhandelsstraße von Speyer nach Ulm. Der massive Torturm mit quadratischem Grundriss, stadtseitiger Fachwerkaußenwand und Zinnenkranz besitzt ein geschweiftes Vollwalmdach, das von einem Glockentürmchen bekrönt wird. Die spitzbogige Tordurchfahrt ist mit staufischen Löwen geschmückt. Der Name Wolfstor stammt vom Aussehen der verwitterten Stauferlöwen, die eher mit Wölfen Ähnlichkeit haben.
Im Jahr 2013 wurde bei Renovierungsarbeiten des ehemaligen Oberesslinger Pfarrhauses ein großer Stapel alter Ausgaben der Schwäbischen Rundschau aus den Jahren 1893 bis 1900 gefunden. Aus diesem Fund geht u. a. hervor, dass der Kirchengemeinderat im Januar 1898 beschloss, das Kirchengeläut auf dem Wolfsturm beizubehalten und der Gemeinderat dies „unter Dankesbezeugung“ zur Kenntnis nahm.
Die Dachdeckung des Turmes mit Hohlziegeln wurde vor kurzem erneuert.